# Hongarije op het Eurovisiesongfestival 2016

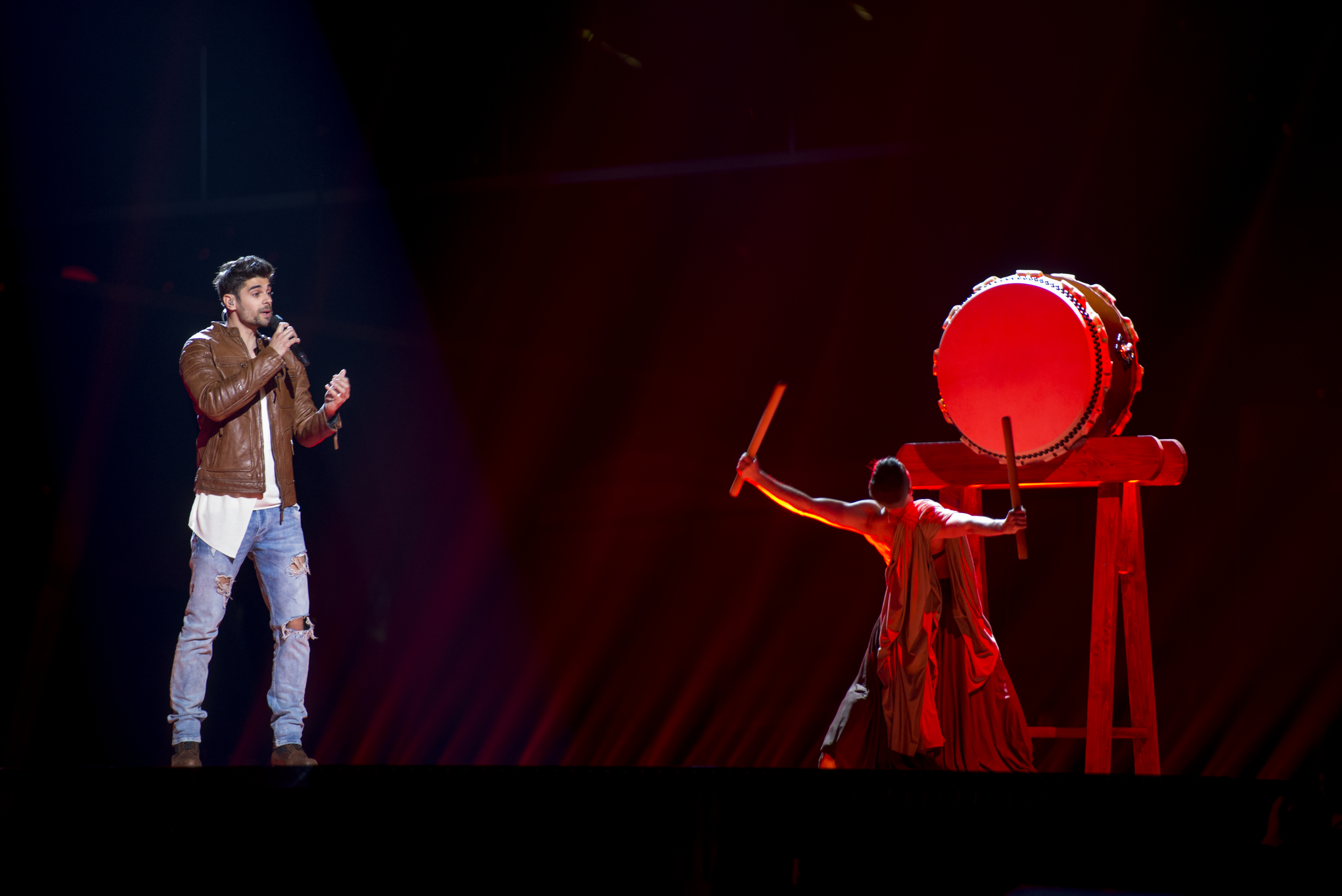
Freddie tijdens het Eurovisiesongfestival 2016

Hongarije nam deel aan het Eurovisiesongfestival 2016 in Stockholm, Zweden. Het was de 14de deelname van het land op het Eurovisiesongfestival. MTV was verantwoordelijk voor de Hongaarse bijdrage voor de editie van 2016.

## Selectieprocedure
Op 19 oktober 2015 maakte de Hongaarse openbare omroep bekend te zullen deelnemen aan de volgende editie van het Eurovisiesongfestival. Er werd gekozen om hetzelfde format als de voorbije vier jaar te gebruiken. Geïnteresseerden kregen 19 oktober tot 25 november 2015 de tijd om nummers in te zenden. Deelnemers moesten ofwel over de Hongaarse nationaliteit beschikken, ofwel vloeiend Hongaars spreken. Bovendien moesten de deelnemers over een platencontract beschikken. Net als de voorbije twee jaar mochten de nummers zowel in het Hongaars en het Engels, als ook in dertien Hongaarse minderheidstalen vertolkt worden, zijnde Armeens, Bulgaars, Duits, Grieks, Kroatisch, Pools, Roemeens, Romani, Russisch, Servisch, Sloveens, Slowaaks en Oekraïens. MTV ontving uiteindelijk 372 inzendingen, 72 meer dan een jaar eerder. Hieruit selecteerde een tienkoppige vakjury vervolgens de dertig acts die mochten deelnemen aan A Dal 2016.
Dertig artiesten traden aldus aan in een van de drie voorrondes. Uit elke voorronde gingen er zes door naar de volgende ronde. Elk jurylid gaf elke artiest een bepaalde score op een schaal van 1 tot 10, vergelijkbaar met een schoolcijfer. Het publiek kon ook een score geven, middels een speciale mobiele applicatie. De scores van de juryleden en het publiek samen bepaalden de eindscore. De vijf artiesten met de hoogste scores plaatsten zich voor de halve finales. In het geval van een gelijke stand besliste de jury welke artiest(en) zich plaatste(n) voor de halve finales. Daarna werd het zesde ticket voor de halve finales bepaald door het publiek.
In de halve finales, waarin telkens negen artiesten aantraden, gingen telkens vier artiesten door (middels een vergelijkbaar systeem, alleen gingen nu enkel de drie artiesten met de hoogste score gegarandeerd door). In de finale koos de vakjury eerst vier superfinalisten. Vervolgens kreeg het publiek het laatste woord over wie Hongarije zou mogen vertegenwoordigen in Zweden.
A Dal 2016 werd gepresenteerd door Csilla Tatár, bijgestaan door Levente Harsányi in de green room. De vakjury bestond uit Pierrot (componist), Zséda (muzikant), Károly Frenreisz (muzikant) en Miklós Both (componist). Na zowel zijn voorronde als zijn halve finale te hebben gewonnen, ging Freddie ook in de finale met de zegepalm aan de haal.

## A Dal 2016

### Voorrondes

#### Eerste voorronde
23 januari 2016
| Plaats | Artiest            | Lied           | Jury | Publiek | Totaal |
| ------ | ------------------ | -------------- | ---- | ------- | ------ |
| 1      | Freddie            | Pioneer        | 34   | 8       | 42     |
| 2      | Benji              | Kötéltánc      | 33   | 6       | 39     |
| 3      | Egy Másik Zenekar  | Kéne közös kép | 30   | 6       | 36     |
| 4      | Mushu              | Uncle Tom      | 30   | 6       | 36     |
| 5      | Reni Tolvai        | Fire           | 29   | 6       | 35     |
| 6      | Jázmin Török       | Power of love  | 30   | 5       | 35     |
| 7      | Odett              | Stardust       | 29   | 5       | 34     |
| 8      | Petra Veres-Kovács | Singing peace  | 25   | 7       | 32     |
| 9      | ByTheWay           | Free to fly    | 26   | 5       | 31     |
| 10     | Fatima Mohamed     | Ott leszek     | 25   | 5       | 30     |

#### Tweede voorronde
30 januari 2016
| Plaats | Artiest                  | Lied          | Jury | Publiek | Totaal |
| ------ | ------------------------ | ------------- | ---- | ------- | ------ |
| 1      | András Kállay-Saunders   | Who we are    | 33   | 8       | 41     |
| 2      | Gergő Oláh               | Győz a jó     | 33   | 6       | 39     |
| 3      | André Vásáry             | Why           | 33   | 6       | 39     |
| 4      | Laci Gáspár              | Love and bass | 31   | 6       | 37     |
| 5      | Karmapolis & Böbe Szécsi | Hold on to    | 30   | 6       | 36     |
| 6      | Passed                   | Driftin       | 29   | 5       | 34     |
| 7      | Anna Patai               | Colors        | 27   | 5       | 32     |
| 8      | Siska Finuccsi           | Kinek sírjam  | 28   | 4       | 32     |
| 9      | Group'n'Swing            | Szeretni fáj  | 26   | 5       | 31     |
| 10     | Alex Kabai               | Free          | 22   | 5       | 27     |

#### Derde voorronde
6 februari 2016
| Plaats | Artiest                   | Lied                     | Jury | Publiek | Totaal |
| ------ | ------------------------- | ------------------------ | ---- | ------- | ------ |
| 1      | Petruska                  | Trouble in my mind       | 35   | 7       | 42     |
| 2      | Szilvia Agárdi            | It is love               | 33   | 7       | 40     |
| 3      | Parno Graszt              | Már nem szédülök         | 33   | 5       | 38     |
| 4      | B The First               | You told me you loved me | 31   | 5       | 36     |
| 5      | Nika                      | Emlékkép                 | 29   | 5       | 34     |
| 6      | Olivér Berkes & Andi Tóth | Seven seas               | 27   | 7       | 34     |
| 7      | Viki Singh                | Katonák                  | 28   | 6       | 34     |
| 8      | Bálint Gájer              | Speed bump               | 26   | 7       | 33     |
| 9      | Ív                        | Love kills me            | 28   | 5       | 33     |
| 10     | Júlia Horányi             | Come along               | 25   | 6       | 31     |

### Halve finales

#### Eerste halve finale
13 februari 2016
| Plaats | Artiest                  | Lied                     | Jury | Publiek | Totaal |
| ------ | ------------------------ | ------------------------ | ---- | ------- | ------ |
| 1      | Petruska                 | Trouble in my mind       | 36   | 7       | 43     |
| 2      | Gergő Oláh               | Győz a jó                | 35   | 7       | 42     |
| 3      | András Kállay-Saunders   | Who we are               | 33   | 8       | 41     |
| 4      | Szilvia Agárdi           | It is love               | 32   | 7       | 39     |
| 5      | Mushu                    | Uncle Tom                | 32   | 7       | 39     |
| 6      | B The First              | You told me you loved me | 29   | 6       | 35     |
| 7      | Karmapolis & Böbe Szécsi | Hold on to               | 29   | 6       | 35     |
| 8      | Benji                    | Kötéltánc                | 27   | 6       | 33     |
| 9      | Reni Tolvai              | Fire                     | 28   | 5       | 33     |

#### Tweede halve finale
20 februari 2016
| Plaats | Artiest                   | Lied             | Jury | Publiek | Totaal |
| ------ | ------------------------- | ---------------- | ---- | ------- | ------ |
| 1      | Freddie                   | Pioneer          | 38   | 9       | 47     |
| 2      | André Vásáry              | Why              | 36   | 6       | 42     |
| 3      | Parno Graszt              | Már nem szédülök | 36   | 6       | 42     |
| 4      | Nika                      | Emlékkép         | 33   | 6       | 39     |
| 5      | Laci Gáspár               | Love and bass    | 29   | 6       | 35     |
| 6      | Olivér Berkes & Andi Tóth | Seven seas       | 27   | 6       | 33     |
| 7      | Passed                    | Driftin          | 27   | 6       | 33     |
| 8      | Egy Másik Zenekar         | Kéne közös kép   | 28   | 5       | 33     |
| 9      | ByTheWay                  | Free to fly      | 26   | 5       | 31     |

### Finale
27 februari 2016
| Plaats | Artiest                   | Lied               | Jury |
| ------ | ------------------------- | ------------------ | ---- |
| 1      | Freddie                   | Pioneer            | 34   |
| 2      | Gergő Oláh                | Győz a jó          | 28   |
| 3      | András Kállay-Saunders    | Who we are         | 18   |
| 4      | Petruska                  | Trouble in my mind | 14   |
| 5      | André Vásáry              | Why                | 10   |
| 6      | Parno Graszt              | Már nem szédülök   | 4    |
| 6      | Olivér Berkes & Andi Tóth | Seven seas         | 4    |
| 8      | Mushu                     | Uncle Tom          | 0    |

#### Superfinale
| Volgorde | Artiest                | Lied               |
| -------- | ---------------------- | ------------------ |
| 1        | Petruska               | Trouble in my mind |
| 2        | Gergő Oláh             | Győz a jó          |
| 3        | Freddie                | Pioneer            |
| 4        | András Kállay-Saunders | Who we are         |

## In Stockholm
Hongarije trad in Stockholm in de eerste halve finale op dinsdag 10 mei 2016 aan. Freddie trad als vierde van achttien acts op, net na Lidia Isac uit Moldavië en gevolgd door Nina Kraljić uit Kroatië. Hongarije wist zich te plaatsen voor de finale op zaterdag 14 mei.
In de finale trad Hongarije als vijfde van de 26 acts aan en werd er 19de.